# Shekosh
« Marsin (woreda) » redirige ici. Pour les autres significations, voir Marsin.
Shekosh (ou Shaygosh,) est un woreda de l'est de l'Éthiopie situé dans la zone Korahe de la région Somali. Ce district a 48 879 habitants en 2007 et porte le nom de son centre administratif. Sa partie orientale rejoint récemment le nouveau woreda Marsin.
Situés à l'extrémité nord de la zone Korahe, les deux districts sont limitrophes de la zone Jarar.
Le centre administratif de Shekosh se trouve une centaine de kilomètres au nord de Kebri Dahar sur la route en direction de Degehabur et Djidjiga,.
La localité de Birkot se trouve un peu plus au nord sur la même route en limite de zone tandis que Marsin se situe plus à l'est.
| Burqod (en) |         | Gunagado |
|             | Shekosh | Marsin   |
| Bodaley     |         |          |

L'ancien woreda Shekosh, plus étendu, englobe une partie de Marsin jusqu'à la fin des années 2010,,. 
Il compte 48 879 habitants au recensement national de 2007 dont 8 % de citadins qui sont les 3 412 habitants du centre administratif et 671 habitants à Birkot.
Presque tous ses habitants sont musulmans.
En 2022, la population est estimée sur le même périmètre à 71 346 personnes avec une densité de population de 17 personnes par km2 et 4 208 km2 de superficie.
Cependant, Marsin se détache entre-temps de Shekosh et reprend une partie des districts voisins, notamment l'ancien nord-ouest du woreda Warder[à vérifier].
Le nouveau district occupe au total 3 520 km2 tandis que Shekosh se réduit à 1 732 km2 au début des années 2020.